# Рамсей, Артур Майкл
Артур Майкл Рамсей, барон Рамсей Кентерберийский (англ. Arthur Michael Ramsey, Baron Ramsey of Canterbury; 14 ноября 1904[…], Кембридж — 23 апреля 1988[…], Оксфорд) — 100-й архиепископ Кентерберийский, с 1961 по 1974 гг.

## Биография
Родился в Кебридже в 1904 году. Отец был математиком, по религиозным убеждениям — конгрегационалистом, мать — социалисткой и суфражисткой, старший брат — математик и философ Фрэнк Рамсей.
Учился в Рептонской школе и Магдален-колледже. В это время интересовался различными направлениями в христианстве, в том числе православием.
В 1928 году — англиканский священник в Ливерпуле, позже читал лекции в Линкольне. В 1936 году издал книгу Евангелие и Католическая церковь (англ. The Gospel and the Catholic Church). В 1940-е — начале 1950-х годов был профессором теологии Даремского и Кембриджского университетов. В 1952—1956 годах — епископ Даремский, в 1956—1961 годах — архиепископ Йоркский. С 1961 по 1974 годы — архиепископ Кентерберийский. В качестве архиепископа Кентерберийского участвовал в экуменическом движении: поддерживал сближение англиканской церкви с Методистской церковью, встречался с Папой Римским Павлом VI и Патриархом Московским и всея Руси Алексием I, развивал англикано-православные связи.
В 1974 году Рамсею был пожалован титул пожизненного пэра. Умер в 1988 году.